# Phrixgnathus
Phrixgnathus is een geslacht van weekdieren uit de klasse van de Gastropoda (slakken).

## Soorten
- Phrixgnathus alfredi (Suter, 1909)
- Phrixgnathus ariel Hutton, 1883
- Phrixgnathus blacki Powell, 1951
- Phrixgnathus brunneus Climo & Goulstone, 1993
- Phrixgnathus celia Hutton, 1883
- Phrixgnathus cheesemani Suter, 1894
- Phrixgnathus clathratus (N. Gardner, 1972)
- Phrixgnathus cognatus (Suter, 1909)
- Phrixgnathus compressus (Suter, 1909)
- Phrixgnathus conella (L. Pfeiffer, 1862)
- Phrixgnathus douglasi Climo & Goulstone, 1993
- Phrixgnathus erigone (Gray, 1850)
- Phrixgnathus fatuus (Pfeiffer, 1857)
- Phrixgnathus filicostus (Suter, 1907)
- Phrixgnathus flemingi Dell, 1950
- Phrixgnathus forsteri Dell, 1952
- Phrixgnathus fulguratus (Suter, 1909)
- Phrixgnathus glabriusculus (L. Pfeiffer, 1853)
- Phrixgnathus gracilis (Suter, 1913)
- Phrixgnathus haasti Hutton, 1883
- Phrixgnathus hamiltoni (Suter, 1896)
- Phrixgnathus laqueus Dell, 1950
- Phrixgnathus larochei (Powell, 1928)
- Phrixgnathus levis (Suter, 1913)
- Phrixgnathus liratulus (Suter, 1909)
- Phrixgnathus lucidus (Suter, 1896)
- Phrixgnathus marginatus Hutton, 1882
- Phrixgnathus microreticulatus (Suter, 1890)
- Phrixgnathus moellendorffi (Suter, 1896)
- Phrixgnathus murdochi Suter, 1894
- Phrixgnathus paralaomiformis (Climo, 1971)
- Phrixgnathus phrynia Hutton, 1883
- Phrixgnathus pirongiaensis (Suter, 1894)
- Phrixgnathus poecilostictus (L. Pfeiffer, 1853)
- Phrixgnathus powelli (Climo, 1971)
- Phrixgnathus rakiura Dell, 1954
- Phrixgnathus ruforadiatus (N. Gardner, 1972)
- Phrixgnathus sciadium (L. Pfeiffer, 1857)
- Phrixgnathus sorenseni (Powell, 1955)
- Phrixgnathus spiralis (Suter, 1896)
- Phrixgnathus subariel Powell, 1948
- Phrixgnathus sublucidus (Suter, 1896)
- Phrixgnathus titania Hutton, 1883
- Phrixgnathus trailli (Suter, 1909)
- Phrixgnathus transitans Suter, 1892
- Phrixgnathus viridulus (Suter, 1909)
- Phrixgnathus waipoua (N. Gardner, 1969)